# БАС-62
БАС-62 — перспективная беспилотная авиационная система гражданского назначения, предложенная «ОКБ Сухого».
БАС-62 решает предельно широкий круг задач. Он способен обнаруживать воздушные, надводные и наземные объекты различного класса (с передачей информации в реальном масштабе времени). Бортовое оборудование позволяет осуществлять аэрофотосъёмку (картографирование), инспекцию соблюдения договорных режимов в рамках программы «Открытое небо», мониторинг гидро-метеообстановки, наблюдение за активно излучающими объектами, контроль линий электропередач.
БАС-62 представляет собой систему комплексов, предназначенных для решения широкого круга самых различных задач. Структурно она включает Центр управления (стационарный или мобильный), обеспечивающий работу до 12 беспилотных авиационных комплексов БАК-62. В состав каждого БАК-62 входят мобильный пункт контроля и управления системы обмена информацией МПКУСОИ-62, мобильный пункт технического обслуживания МПТО-62, а также до трёх беспилотных летательных аппаратов С-62 (другое название Зонд-2). Подобная структура обеспечивает возможность каждому БАК-62 непрерывно держать в воздухе один — два беспилотных самолёта.
Планируется установка двигателя РД-1700 (в настоящее время не имеет практического применения) тягой 1700 кгс. Также возможна установка двигателя АЛ-55 разработки НПО "Сатурн".

## Лётно-технические характеристики
Технические характеристики
- Длина:
- Высота:
- Максимальная взлётная масса: 2000 кг
- Силовая установка: 1 ×  РД-1700, АЛ-55
- Тяга: 1 × 1700 кгс

Лётные характеристики
- Максимальная скорость: 750 км\ч
- Крейсерская скорость: 600 км\ч
- Практическая дальность: 6500 км
- Практический потолок: 19000 м